# Liste der Venustransite des dritten Jahrtausends

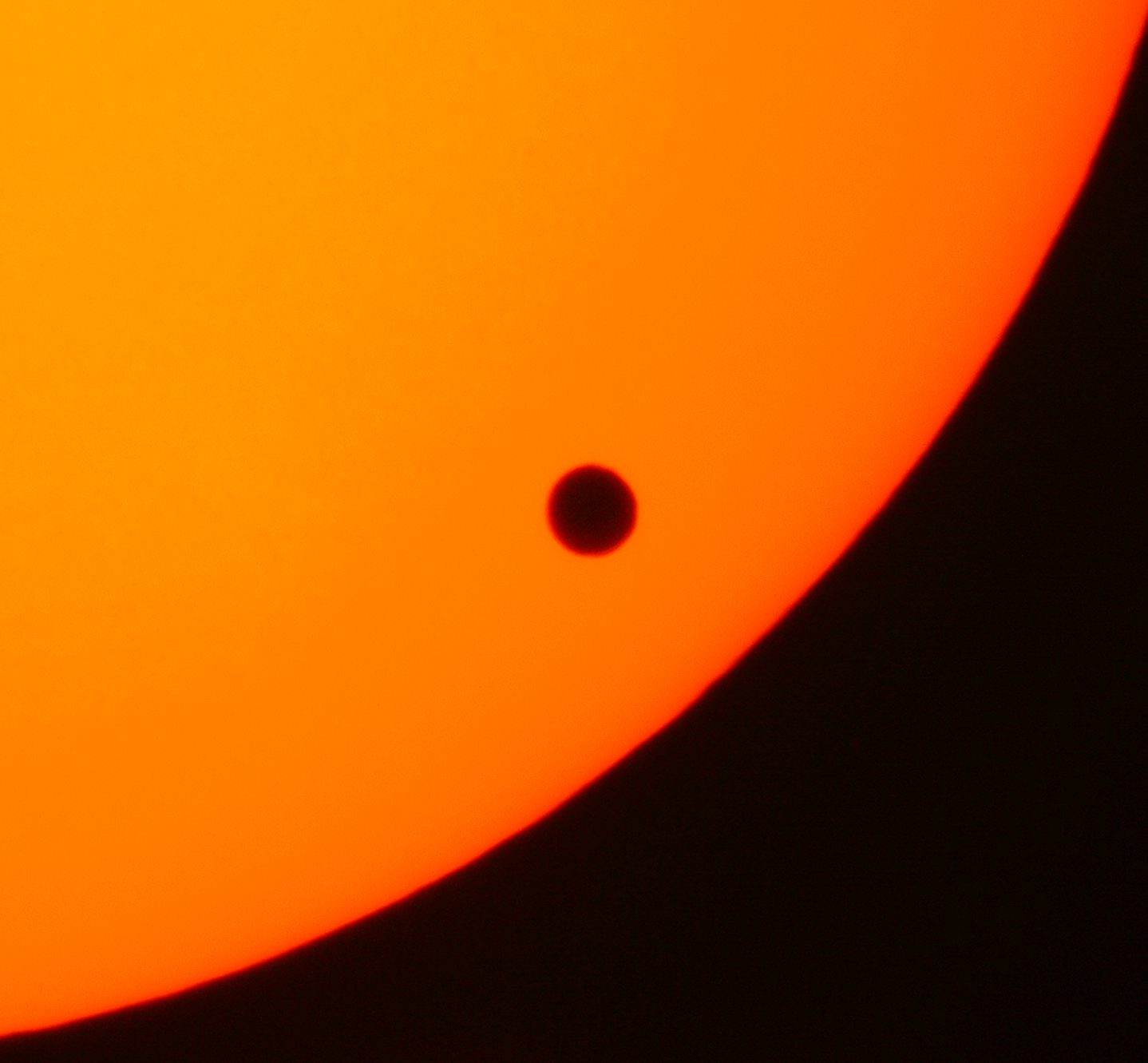
Venustransit vom 8. Juni 2004

Die Liste der Venustransite des dritten Jahrtausends enthält alle Venustransite der Jahre 2001 bis 3000, die von der Erde aus sichtbar waren und sein werden.

## Übersicht
Im dritten Jahrtausend ereignen sich insgesamt 18 Venustransite, was das Maximum darstellt. Pro Jahrtausend ergeben sich 8 oder 9 Konstellationen, in denen ein bis zwei Transite möglich sind. Das Minimum sind 8 relativ zentrale Einzeltransite, das Maximum sind 9 Transitpaare, also 18 nichtzentrale Transite. Der erste Transit fand am 8. Juni 2004 statt, der letzte dieses Zeitraums wird am 14. Juni 2984 stattfinden.
Ein Venustransit kann entweder am aufsteigenden oder absteigenden Bahnknoten eintreten. Die Transite am aufsteigenden Knoten fallen in den Dezember. Diese Form des Transits kommt insgesamt acht Mal vor. Folglich gibt es im dritten Jahrtausend zehn Transite am absteigenden Knoten, die jeweils in den Juni fallen. Die Venus hat bei einem Transit einen durchschnittlichen minimalen Abstand von 10′ 54,6″ zum Zentrum der Sonne. Der Transit mit dem geringsten Abstand wird am 14. Juni 2984 stattfinden, wenn die Venus mit einem Abstand von 5′ 36,3″ (etwa fünfmal so viel wie der scheinbare Durchmesser der Venusscheibe) das Zentrum der Sonne passiert. Am weitesten entfernt vom Zentrum wird sie die Sonne am 14. Dezember 2854 passieren, mit einem Winkelabstand von 17′ 06,7″ wird sie nur den südlichen Sonnenrand streifen.
Alle Transite dieses Jahrtausends treten paarweise auf, wobei jeweils knapp acht Jahre zwischen den Transiten liegen. Nach einem solchen Transitpaar gibt es für über 100 Jahre keinen weiteren Venustransit. Beim Transit im Jahr 2854 wird die Venus den Sonnenrand allerdings nur streifen. Im vierten Jahrtausend wird es dann überwiegend zentrale Einzeltransite geben ohne einen Transit 8 Jahre früher oder später. Die Venus zieht von der Erde aus gesehen während dieser Zeitpunkte knapp ober- oder unterhalb der Sonnenscheibe vorbei, somit kann von der Erde aus kein Transit beobachtet werden.

## Legende
Hinweis: Alle Zeiten sind in UTC angegeben.
- Datum: Das Datum ist im Gregorianischen Kalender angegeben. Bei Transiten, die sich über zwei Tage erstrecken, ist das Datum der Mitte des Transits (in UTC) genannt.

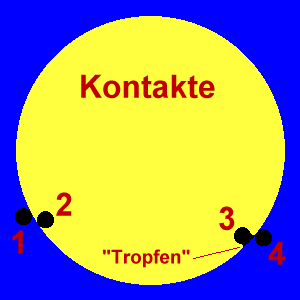
Das Schema der vier Kontakte

- Beginn: Der erste Kontakt der Venusscheibe mit der Sonne stellt den Beginn des Transits dar. Für alle Kontakte ist jeweils die Uhrzeit (UTC) angegeben
- II. Kontakt: Beim zweiten Kontakt steht die Scheibe des Planeten erstmals komplett vor der Sonne.
- Mitte: Als Mitte des Transits wird der Zeitpunkt bezeichnet, an dem der Transit den geringsten Abstand zum Sonnenmittelpunkt hat.
- III. Kontakt: Beim dritten Kontakt steht die Scheibe des Planeten letztmals komplett vor der Sonne, danach beginnt der Austritt der Scheibe.
- Ende: Das Ende des Transits wird auch als vierter Kontakt bezeichnet. Hier ist die Venus vollständig aus der Sonne ausgetreten.
- Minimaler Abstand zum Zentrum: Die minimale scheinbare Entfernung, die die Scheibe der Venus beim größten Transit vom Zentrum der Sonne hat. Der Abstand ist – wie bei astronomischen Beobachtungen üblich – in der scheinbarer Größe, gemessen in Winkelminuten- und sekunden, angegeben.
- Sichtbarkeitsgebiet: Das Gebiet, in dem der vollständige Transit sichtbar war. Zudem werden die Gebiete genannt, wo der Transit nur teilweise sichtbar war. Dabei war er entweder bei Sonnenaufgang zu sehen (nur das Ende des Transits war sichtbar) oder bei Sonnenuntergang (nur der Anfang war sichtbar).
- Quelle: Nennt eine Quelle für das Sichtbarkeitsgebiet. Dort findet sich jeweils eine Karte dieses Gebiets. Alle anderen Daten stammen von der Website der NASA (siehe unten).

## Liste
| Datum             | Beginn | II. Kontakt | Mitte | III. Kontakt | Ende  | Minimaler Abstand zum Zentrum | Sichtbarkeitsgebiet | Quelle |
| ----------------- | ------ | ----------- | ----- | ------------ | ----- | ----------------------------- | --- | ------ |
| 8. Juni 2004      | 05:13  | 05:33       | 08:20 | 11:07        | 11:26 | 10′ 26,9″                     | Vollständig: Asien, Europa, Afrika Bei Sonnenaufgang: West-Nordamerika, Westafrika, Brasilien Bei Sonnenuntergang: Ostasien, Australien                                | [ 3 ]  |
| 6. Juni 2012      | 22:10  | 22:27       | 01:30 | 04:32        | 04:50 | 9′ 34,4″                      | Vollständig: Ostasien, Australien, Alaska Bei Sonnenaufgang: Europa, Indien, Ostafrika Bei Sonnenuntergang: Nordamerika                                                | [ 4 ]  |
| 11. Dezember 2117 | 00:02  | 00:25       | 02:52 | 05:19        | 05:42 | 12′ 03,6″                     | Vollständig: Australien, Ostasien, Antarktis Bei Sonnenaufgang: Westasien, Ostafrika Bei Sonnenuntergang: Ostpazifik, Kalifornien                                      | [ 5 ]  |
| 8. Dezember 2125  | 13:19  | 13:43       | 16:06 | 18:29        | 18:52 | 12′ 16,4″                     | Vollständig: Nordwestamerika, Südamerika, Antarktis Bei Sonnenaufgang: Neuseeland, Mittelpazifik Bei Sonnenuntergang: Europa, Afrika                                   | [ 6 ]  |
| 11. Juni 2247     | 08:51  | 09:12       | 11:42 | 14:13        | 14:34 | 11′ 31,3″                     | Vollständig: Sibirien, Europa, Afrika Bei Sonnenaufgang: Nordamerika, Südamerika Bei Sonnenuntergang: Südostasien, Indischer Ozean                                     | [ 7 ]  |
| 9. Juni 2255      | 01:17  | 01:34       | 04:48 | 08:01        | 08:18 | 8′ 11,8″                      | Vollständig: Asien, Indonesien, Westaustralien Bei Sonnenaufgang: Europa, Afrika Bei Sonnenuntergang: Pazifik, Ostaustralien, West-Nordamerika                         | [ 8 ]  |
| 13. Dezember 2360 | 22:47  | 23:07       | 01:59 | 04:50        | 05:10 | 10′ 25,7″                     | Vollständig: Australien, westliches Ozeanien, Japan, Antarktis Bei Sonnenaufgang: Zentralasien, Südostafrika Bei Sonnenuntergang: Ostpazifik, West-Amerika             | [ 9 ]  |
| 10. Dezember 2368 | 12:44  | 13:15       | 15:00 | 16:46        | 17:16 | 13′ 56,4″                     | Vollständig: Nordwestamerika, Südamerika, Westafrika, Antarktis Bei Sonnenaufgang: Nordwestamerika, Mittelpazifik Bei Sonnenuntergang: Europa, Ostafrika               | [ 10 ] |
| 12. Juni 2490     | 12:02  | 12:25       | 14:40 | 16:54        | 17:18 | 12′ 21,1″                     | Vollständig: Europa, Westafrika, Nordamerika, Südamerika Bei Sonnenaufgang: Ostpazifik Bei Sonnenuntergang: Ostafrika, Indien, Zentralasien                            | [ 11 ] |
| 10. Juni 2498     | 04:12  | 04:28       | 07:49 | 11:09        | 11:25 | 7′ 22,7″                      | Vollständig: Europa, Asien, Nordostafrika Bei Sonnenaufgang: Südwestafrika, Brasilien, Ost-Nordamerika Bei Sonnenuntergang: Australien, Indonesien, Japan, Westpazifik | [ 12 ] |
| 16. Dezember 2603 | 21:14  | 21:33       | 00:44 | 03:56        | 04:14 | 8′ 37,1″                      | Vollständig: Australien, Ozeanien, Antarktis Bei Sonnenaufgang: Ostasien, Indien, Südostafrika Bei Sonnenuntergang: Nordamerika, Südamerika                            | [ 13 ] |
| 13. Dezember 2611 | 12:36  | 13:38       | 14:06 | 14:34        | 15:36 | 15′ 34,8″                     | Vollständig: Afrika, Westeuropa Bei Sonnenaufgang: Südamerika, Ost-Nordamerika Bei Sonnenuntergang: Osteuropa, Arabien                                                 | [ 14 ] |
| 15. Juni 2733     | 15:02  | 15:30       | 17:18 | 19:06        | 19:34 | 13′ 28,9″                     | | [ 15 ] |
| 13. Juni 2741     | 06:33  | 06:49       | 10:17 | 13:44        | 14:00 | 6′ 25,6″                      | |        |
| 16. Dezember 2846 | 19:30  | 19:47       | 23:11 | 02:35        | 02:52 | 7′ 12,1″                      | |        |
| 14. Dezember 2854 |        |             | 12:19 |              |       | 17′ 06,7″                     | Die Venus streift nur den Sonnenrand |        |
| 16. Juni 2976     | 17:45  | 18:19       | 19:44 | 21:10        | 21:44 | 14′ 10,6″                     | |        |
| 14. Juni 2984     | 09:01  | 09:16       | 12:49 | 16:22        | 16:37 | 5′ 36,3″                      | |        |

- Venustransite zwischen 1001 und 2000, siehe: Liste der Venustransite des zweiten Jahrtausends